# Документален филм
Документалните филми са филмов жанр, базиран главно на документални факти, личности, събития, които съществуват самостойно и се използват без предварителна обработка или промени от страна на автора, а заснетият материал се подлага на техническа обработка и творческа организация подбор, монтаж и допълнително озвучаване.

## Кинофестивали на документалното кино
Към 2008 г. акредитация на Международната федерация на асоциациите на кинопродуцентите (FIAPF) имат три фестивала на документалното кино:
- Кинофестивал в Билбао
- Кинофестивал в Краков (на полски: Krakowski Festiwal Filmowy)
- Международен кинофестивал „Послание към Човека“ в Санкт Петербург (на руски: Международный кинофестиваль „Послание к Человеку“ в Санкт-Петербурге)

## Награди за документално кино
- Награди „Гриърсън“ (на английски: Grierson Awards) във Великобритания
- Награда на филмовата академия на САЩ за документален филм (на английски: Academy Award for Best Documentary Feature)
- Награда „Жорис Ивенс“ на Международния документален филмов фестивал в Амстердам (на английски: International Documentary Film Festival Amsterdam (IDFA))
- Награда на филмопроизводителите на Филмовия фестивал „Маргарет Мийд“ (на английски: Margaret Mead Film Festival)
- Голяма награда на Филмовия фестивал „Visions du Réel“ в Нион (на френски: Visions du Réel)